# 命のバトン〜最高の人生の終わり方
『命のバトン〜最高の人生の終わり方』（いのつのバトン さいこうのじんせいのおわりかた）は、テレビ東京系列で、2009年6月24日と6月25日の21:00〜22:48（JST）に放送された、単発スペシャルのテレビドラマである。視聴率は、第1夜6.9%、第2夜6.4%。

## 概要
〜「悩みながら生きている。だから素晴らしい。」〜
終の棲家を求めて多摩川のほとりに引っ越してきた元大手企業の役員。学校や親との折り合いに悩んでいる、不登校の女子高生。地域に根を下ろして暮らしているヤクルトレディ。多摩川を舞台に、3人の人生が交錯する。

## 出演
- 星野京介 - 小林稔侍
- 有我仁子 - 南沢奈央
- 前田翔子 - 斉藤慶子
- 有我真琴 - 高橋ひとみ
- 有我隆弘 - 田中実
- 星野里香 - 有坂来瞳
- 星野信司 - 永岡佑
- 前田哲也 - 伊藤正之
- 川田勝一郎 - 伊東四朗（特別出演）
- 川田広江 - 藤田弓子
- 伊藤隼人 - 柳下大
- 宮本巡査 - 佐野泰臣
- 飯倉陽平 - 大石吾朗
- 山城治郎 - 大河内浩
- 松本圭未、安田ひろみ、河村和奈、中村咲哉、青木隆、高橋孝太郎、井坂彰吾、矢擬清春、坂手透浩、杉井和真、民部良子、福島由梨、神川真里、加藤マサキ

## スタッフ
- 脚本 - 清水曙美
- 演出 - 福本義人
- 原案 - 赤津征男
- プロデューサー - 只野研治（テレビ東京）、中川順平（テレビ東京）、森川真行、石塚清和
- ロケ協力 - 多摩市、日野市、たまロケーションサービス、八王子フィルムコミッション、日野映像支援隊　ほか
- 企画協力 - オイコーポレーション、フューチャーアイズ
- 技術協力 - バスク
- 美術協力 - フジアール
- 製作協力 - 国際放映
- 製作 - テレビ東京、ファインエンターテイメント

## ネット局
- 東北放送（2009年7月19日・20日 14:00 - 15:54）
- テレビユー福島（2009年7月25日 14:00 - 15:54、7月26日15:00〜16:54）
- BSジャパン（2009年7月27日・28日 21:00 - 22:48）